# Friends with Kids
Friends with Kids is een Amerikaanse komische film uit 2011 van en met Jennifer Westfeldt en verder met onder meer Adam Scott en Kristen Wiig.

## Verhaal
Dertigers Jason (Adam Scott) en Julie (Jennifer Westfeldt) zijn goede vrienden en wonen in hetzelfde gebouw in Manhattan. Ze zijn bevriend met de echtparen Ben (Jon Hamm) en Missy (Kristen Wiig) en Alex (Chris O'Dowd) en Leslie (Maya Rudolph), wier relaties zij geleidelijk bergafwaarts zien gaan als deze kinderen krijgen. Jason en Julie komen op een gegeven moment op het idee om eerst samen een kind te krijgen en daarna pas, los van elkaar, de liefde van hun leven te zoeken.
Hun vrienden verklaren hen voor gek, maar als baby Joe geboren is, blijken Jason en Julie het prima aan te kunnen. Wanneer Joe anderhalf is, hebben beiden een relatie met een ander (gespeeld door respectievelijk Megan Fox en Edward Burns), maar biecht Julie op verliefd te zijn op Jason.

## Rolverdeling
| Acteur             | Personage    | Opmerkingen      |
| ------------------ | ------------ | ---------------- |
| Adam Scott         | Jason Fryman |                  |
| Jennifer Westfeldt | Julie Keller | tevens regisseur |
| Jon Hamm           | Ben          | Missy's man      |
| Kristen Wiig       | Missy        | Bens vrouw       |
| Chris O'Dowd       | Alex         | Leslies man      |
| Maya Rudolph       | Leslie       | Alex' vrouw      |
| Megan Fox          | Mary Jane    | Jasons vriendin  |
| Edward Burns       | Kurt         | Julies vriend    |

## Productie
De film is een gespecialiseerde (onafhankelijke) film en is het regiedebuut van Westfeldt, die ook een hoofdrol speelt, het script schreef en de film produceerde. Jon Hamm, die Ben speelt, is haar partner. Ook opvallend is dat Wiig, Rudolph, O'Dowd en Hamm samen te zien waren in Bridesmaids.